# Paraechinocaris
Paraechinocaris is een geslacht van uitgestorven kreeftachtigen uit de klasse van de Malacostraca (hogere kreeftachtigen).

## Soort
- Paraechinocaris punctata (Hall, 1863) †